# Lophophorine
La lophophorine est un composé chimique hallucinogène toxique contenu dans le peyotl (lophophora williamsii). Sa consommation peut entraîner hallucinations, céphalées, nausées, palpitations, tétanies et enfin la mort (DL50 mesurée à 15 mg·kg-1 chez le lapin).